# Caccobius signatipennis
Caccobius signatipennis là một loài bọ cánh cứng trong họ Bọ hung (Scarabaeidae).